# Confédération mondiale des activités subaquatiques
La Confédération mondiale des activités subaquatiques (CMAS) est une association sportive internationale qui regroupe les fédérations d'activités subaquatiques du monde entier.
Fondée en 1959 par quinze fédérations dont la Fédération française d'études et de sports sous-marins, autour de Jacques-Yves Cousteau, elle s'est depuis développée pour couvrir plus de 100 pays et 3 millions de plongeurs actifs. Son rôle principal consiste à développer la reconnaissance mutuelle des standards nationaux des niveaux de plongeurs et de moniteurs.

## Histoire
Le 28 septembre 1958, les délégués de quinze fédérations nationales d'Allemagne, de Belgique, du Brésil, de France, de Grèce, d'Italie, de Monaco, du Portugal, de Suisse, des États-Unis, et de Yougoslavie se rencontrent à Bruxelles à l'occasion du congrès de la Confédération Internationale indépendante, qui regroupe toutes les disciplines sous-marines.
Les 9, 10, et 11 janvier 1959, la "Confédération mondiale des activités subaquatiques" est créée à Monaco (en anglais "World Confederation of Underwater Activities"). L'organisation succède alors au "Comité des Sports Sous-Marins" de la Confédération internationale de la pêche sportive, fondé le 22 février 1952. Elle sera présidée par le commandant Cousteau , secondé par Luigi Ferraro au poste de vice-président.
Le siège de cette organisation est basé à Rome (Italie). Elle regroupe des fédérations sportives de disciplines subaquatiques de par le monde.

## Structure

CMAS Structure

La CMAS est composée de trois comités :
- Comité technique (standards et équivalences, éducation, plongée technique, sécurité en plongée, etc.) ;
- Comité sportif (apnée, hockey subaquatique, nage avec palmes, orientation, chasse sous-marine, lutte subaquatique, , etc.) ;
- Comité scientifique (archéologie, géologie marine, biologie et protection de la nature, relations amateurs-professionnels, etc.).

En outre, elle dispose de sept commissions indépendantes :
- Juridique ;
- Médicale ;
- Photo-Film-Vidéo ;
- Discipline ;
- Appel ;
- Jeunes ;
- Hockey Subaquatique (HSA).
- Rugby Subaquatique

## Membres
La WDSF compte 107 organismes nationaux membres (61 en Europe, 24 en Asie, 13 en Amérique, 5 en Afrique, 2 aux États-Unis et 2 en Océanie), dont 68 sont reconnus par le Comité international olympique.
| Afrique | Amériques | Asie-Pacifique | Europe |
| Membres à part entière | Membres à part entière | Membres à part entière | Membres à part entière |
| --- | --- | --- | --- |
| - Algérie (Fédération Algerienne De Sauvetage De Secourisme Et Des Activites Subaquatiques) - Cameroun (Association Lions Plongee) - Cap-Vert (Federacao Cabo Verde Desportivo Subm. José Maria Aquatico Herrer) - Égypte (Egyptian Underwater & Lifesaving Federation) - Kenya (Kenya Lifesaving Federation) - Libye (Libyan Diving Association) - Madagascar (Fédération Malgache De Plongée Sous Marinem) - Maroc (Federation Royale Marocaine De Plongée Et Activites Subaquatiques) - Maurice (Mauritian Scuba Diving Association) - Namibie (Namibia Underwater Federation) - Djibouti (Federation Djiboutienne De Sports Subaquatiques) - Seychelles (Scuba Divers Federation Of Seychelles) - Seychelles (Submarine Activity Federation Seychelles) - Afrique du Sud (Cmas Instructors South Africa) - Afrique du Sud (South African Underwater Sports Federation) - Tunisie (Fédération Des Activites Subaquatiques De Tunisie) - Tunisie (Fédération Tunisienne Des Pêches Sportives) | - États-Unis (United States Underwater Sport Federation) - États-Unis (U.S. Freediving Federation) - États-Unis (Underwater Society Of America) - Argentine (FederaciÓn Argentina De Actividades Subacuaticas) - Argentine (Asociación De Hockey Subacuático De Argentina) - Brésil (Confederação Brasileira De Pesca E Desportos Subaquáticos) - Canada (Canadian Underwater Games Association) - Canada (Association Des Moniteurs De La Cmas Qc) - Canada (Canadian Diving Program) - Chili (Federación Deportiva Nacional De Actividades Subacuáticas Y Salvamento Acuático) - Colombie (Federacion Colombiana De Actividades Subauaticas) - Cuba (Federacion Cubana De Actividades Subacuaticuas) - Équateur (Federación Ecuatoriana De Buceo Y Actividades Subacuaticas) - Mexique (Federacion Mexicana De Actividades Subacuaticas A.C.) - Mexique (International Diving Instructors Mexico) - Pérou (Federacion Deportiva Peruana De Actividades Subacuaticas) - Uruguay (Federacion Uruguaya De Actividades Subacuaticas) - Venezuela (Federacion Venezolana De Actividades Subacuaticas) | Asie - Émirats arabes unis (Fujairah International Marine Club) - Chine (Chinese Underwater Association) - Hong Kong (Hong Kong Underwater Association) - Inde (Underwater Sport Association India) - Indonésie (Indonesian Subaquatic Sport Association) - Iran (Islamic Republic Of Iran Lifesaving Federation) - Jordanie (Royal Jordanian Marine Sports Federation) - Japon (Japan Cmas Instructor Association) - Japon (Japan Underwater Sports Federation) - Japon (Japan Educational Facilities Federation) - Japon (Jcs) - Japon (Marine Techno Educational System Diving Division) - Japon (Kansai Sports Diving Federation Japan) - Kazakhstan (Underwater Federation Republic Of Kazakhstan) - Koweït (Kuwait Academy For Diving & Swimming) - Koweït (Kuwait Science Club) - Koweït (Kuwait Diving And Lifesaving Committee) - Kirghizistan (Kyrgyz Underwater Federation) - Liban (Lebanese Diving And Salvage Federation) - Liban (Lebanon Water Festival) - Malaisie (Malayan Sub Aqua Club) - Malaisie (Malaysia Coastal Subaquatic Federation) - Maldives (Maldives Underwater Federation) - Îles Mariannes du Nord (Toa Engineering Corporation) - Palestine (Palestinian Swimming & Aquatic Sport Federation) - Philippines (Philippine Federation Of Cmas Underwater Activities) - Philippines (Philippine Association On Underwater Activities) - Arabie saoudite (Saudi Arabia Maritime Sports Federation) - Singapour (Singapore Underwater Federation) - Corée du Sud (Asia Diving Council) - Corée du Sud (Korea Underwater Association) - Syrie (Syrian Underwater Sport Federation) - Chinese Taipei (Chinese Taipei Underwater Federation) - Chinese Taipei (Taiwan Technical & Science Diving Association) - Thaïlande (Association Of Thailand Underwater Sports) - Viêt Nam (Vietnam Aquatic Sports Association) Pacifique - Australie (Australian Underwater Federation) - Polynésie française (Fédération Tahitienne De Sports Subaquatique De Compétition) - Nouvelle-Zélande (New Zealand Underwater Association) | \| - Arménie (Armenian Federation Of Underwater Sports) - Autriche (Austrian Diving Federation) - Biélorussie (Belarus Federation Of Underwater Sport) - Belgique (Royal Belgian Diving Federation) - Belgique (Groupe Belge De Recherches Scientifiques Sous-Marines) - Bosnie-Herzégovine (Diving Association Of Bosnia And Herzegovina) - Bulgarie (Bulgarian National Association Of Underwater Activity) - Bulgarie (Federation Bulgare De Peche Sous Marine) - Croatie (Croation Diving Federation) - Croatie (Croatian Federation Of Sports Fishing On Sea) - Chypre (Cyprus Federation Of Underwater Activities) - Danemark (Danish Sports Diver Federation) - Estonie (Estonian Underwater Federation) - Finlande (Finnish Divers' Federation) - France (Fédération française d'études et de sports sous-marins) - Géorgie (Georgian Underwater Sports Federation) - Allemagne (Verband Deutscher Sporttaucher E.V.) - Grande-Bretagne (British Underwater Sports Association) - Grande-Bretagne (Sub-Aqua Association) - Grèce (Hellenic Federation For Underwater Activities & Sportfishing) - Grèce (Hellenic Swimming Federation) - Hongrie (Hungarian Divers Federation) - Hongrie (Underwater Explorers' Federation) - Irlande (Irish Underwater Federation) - Israël (Israeli Diving Federation) - Italie (Federazione Italiana Pesca Sportiva E Attivita Subacquee) - Italie (Comitato Italiano Ricerche Studi Subaquei) - Italie (International Academy Of Underwater Sciences And Techniques) - Italie (Nadd Global Diving Agency) - Italie (Asd Acqua Team) - Italie (Union Italienne Sport Pour Tous) - Italie (Associazione Cmas Diving Center Italia) - Italie (Associaziona Nazionale Istruttori Subacquei) - Italie (Federazione Italiana Attivita Subacquee) - Italie (Federazione Italiana Sport Acquatici) - Italie (Asi-Alleanza Sportiva Italiana Divisione Subacquea) - Italie (Esa Worldwide) - Italie (Albatros Progetto Paolo Pinto) \| - Lettonie (Cmas Baltic Sporta Biedrtba) - Lettonie (Latviajas Zemudens Sporta Federacija) - Liechtenstein (Liechtensteiner Tauchsport Verband) - Lituanie (Lithuanian Underwater Sport Federation) - Luxembourg (Federation Luxembourgeoise) - Macédoine (Macedonian Diving Federation) - Malte (Federation Of Underwater Activities Malta) - Moldavie (Federation Of Underwater Activities Of The Republic Of Moldova) - Monaco (Federation Monegasque Des Activites Subaquatiques) - Monténégro (Diving Association Of Montenegro) - Norvège (Norwegian Diving Federation) - Pays-Bas (Underwater Federation) - Pologne (Underwater Activity Commission Polish Tourist Country-Lovers Society) - Pologne (Polish Underwater Frderation) - Pologne (Commission Diving Nationale Defense League) - Portugal (Federation Portugaise D'Activites Subaquatiques) - Russie (Confederation Russe Des Activites Subaquatiques) - Russie (Russian Underwater Federation) - Saint-Marin (Federazione Sammarinese Attivita Subacquee) - Serbie (Serbian Underwater Association) - Slovaquie (Slovak Diving Association) - Slovénie (Slovenian Diving Federation) - Slovénie (International Association For Handicapped Divers Adriatic) - Espagne (Federacion Espanola De Actividades Subacuaticas) - Suède (Swedish Sportsdiving Federation) - Suisse (Schweizer Unterwassersport-Verband) - Suisse (Cmas.Ch) - République tchèque (Divers Association Of Czech Republic) - Turquie (Turkish Underwater Sports Federation) - Ukraine (Public Organization Ukrainian Federation Of Underwater Sport And Underwater Activities) \| |
| - Arménie (Armenian Federation Of Underwater Sports) - Autriche (Austrian Diving Federation) - Biélorussie (Belarus Federation Of Underwater Sport) - Belgique (Royal Belgian Diving Federation) - Belgique (Groupe Belge De Recherches Scientifiques Sous-Marines) - Bosnie-Herzégovine (Diving Association Of Bosnia And Herzegovina) - Bulgarie (Bulgarian National Association Of Underwater Activity) - Bulgarie (Federation Bulgare De Peche Sous Marine) - Croatie (Croation Diving Federation) - Croatie (Croatian Federation Of Sports Fishing On Sea) - Chypre (Cyprus Federation Of Underwater Activities) - Danemark (Danish Sports Diver Federation) - Estonie (Estonian Underwater Federation) - Finlande (Finnish Divers' Federation) - France (Fédération française d'études et de sports sous-marins) - Géorgie (Georgian Underwater Sports Federation) - Allemagne (Verband Deutscher Sporttaucher E.V.) - Grande-Bretagne (British Underwater Sports Association) - Grande-Bretagne (Sub-Aqua Association) - Grèce (Hellenic Federation For Underwater Activities & Sportfishing) - Grèce (Hellenic Swimming Federation) - Hongrie (Hungarian Divers Federation) - Hongrie (Underwater Explorers' Federation) - Irlande (Irish Underwater Federation) - Israël (Israeli Diving Federation) - Italie (Federazione Italiana Pesca Sportiva E Attivita Subacquee) - Italie (Comitato Italiano Ricerche Studi Subaquei) - Italie (International Academy Of Underwater Sciences And Techniques) - Italie (Nadd Global Diving Agency) - Italie (Asd Acqua Team) - Italie (Union Italienne Sport Pour Tous) - Italie (Associazione Cmas Diving Center Italia) - Italie (Associaziona Nazionale Istruttori Subacquei) - Italie (Federazione Italiana Attivita Subacquee) - Italie (Federazione Italiana Sport Acquatici) - Italie (Asi-Alleanza Sportiva Italiana Divisione Subacquea) - Italie (Esa Worldwide) - Italie (Albatros Progetto Paolo Pinto) | - Lettonie (Cmas Baltic Sporta Biedrtba) - Lettonie (Latviajas Zemudens Sporta Federacija) - Liechtenstein (Liechtensteiner Tauchsport Verband) - Lituanie (Lithuanian Underwater Sport Federation) - Luxembourg (Federation Luxembourgeoise) - Macédoine (Macedonian Diving Federation) - Malte (Federation Of Underwater Activities Malta) - Moldavie (Federation Of Underwater Activities Of The Republic Of Moldova) - Monaco (Federation Monegasque Des Activites Subaquatiques) - Monténégro (Diving Association Of Montenegro) - Norvège (Norwegian Diving Federation) - Pays-Bas (Underwater Federation) - Pologne (Underwater Activity Commission Polish Tourist Country-Lovers Society) - Pologne (Polish Underwater Frderation) - Pologne (Commission Diving Nationale Defense League) - Portugal (Federation Portugaise D'Activites Subaquatiques) - Russie (Confederation Russe Des Activites Subaquatiques) - Russie (Russian Underwater Federation) - Saint-Marin (Federazione Sammarinese Attivita Subacquee) - Serbie (Serbian Underwater Association) - Slovaquie (Slovak Diving Association) - Slovénie (Slovenian Diving Federation) - Slovénie (International Association For Handicapped Divers Adriatic) - Espagne (Federacion Espanola De Actividades Subacuaticas) - Suède (Swedish Sportsdiving Federation) - Suisse (Schweizer Unterwassersport-Verband) - Suisse (Cmas.Ch) - République tchèque (Divers Association Of Czech Republic) - Turquie (Turkish Underwater Sports Federation) - Ukraine (Public Organization Ukrainian Federation Of Underwater Sport And Underwater Activities) | | |

## Niveaux de plongée
La CMAS propose, grâce à des accords avec les principales fédérations nationales, différents niveaux de plongée permettant d'accéder à une autonomie correspondant à un entraînement et une connaissance théorique particulières.
Ces niveaux sont répartis en deux catégories, plongeur (P) et instructeur (I) :
- Plongeur CMAS 1 étoile  (D1)
- Plongeur CMAS 2 étoiles  (D2)
- Plongeur CMAS 3 étoiles  (D3)
- Plongeur CMAS 4 étoiles  (D4)
- Instructeur  (I1)
- Instructeur  (I2)
- Instructeur  (I3)